# Estella Blain
Estella Blain, pseudonimo di Micheline Estellat (Parigi, 30 marzo 1930 – Port-Vendres, 1º gennaio 1982), è stata un'attrice e cantante francese.

## Biografia
Nata in una modesta famiglia basca, trascorse l'infanzia nel quartiere parigino di Montmartre, vicino agli studi di Pathé-Cinéma e successivamente nella Francia orientale. Rientrata a Parigi, per tentare, contro il parere della famiglia la carriera cinematografica, si iscrisse al Cours Simon (uno dei più antichi corsi di formazione teatrale per attori professionisti). A Parigi conobbe e sposò nel 1950 l'attore Gérard Blain, da cui divorzio dopo poco, nel 1953. Il suo nome d'arte deriva unendo i due cognomi da nubile e da sposata, diventando Estella Blain.
La sua carriera cinematografica iniziò nel 1954 e si svolse in un primo tempo esclusivamente in Francia, dove recitò in ruoli di primo piano, spesso in thriller commerciali. Negli anni sessanta iniziò a lavorare in coproduzioni europee, in Austria, Italia (prese parte a Totòtruffa '62, doppiata nelle parti vocali da Anita Sol) e Spagna, dove, diretta da Jesús Franco, interpretò uno dei suoi ruoli più importanti, quello della protagonista di Miss Muerte (1965). La sua carriera di attrice fu affiancata da quella di cantante (Djimbo l'éléphant, Solitude). In questo ruolo debuttò al seguito di Nana Mouskouri all'Olympia.
Nel 1959 ebbe un figlio, Michel Blain-Estellat, divenuto poi attore e regista, e per il quale scrisse la serie TV Un enfant nommé Michel. Per la televisione francese scrisse la serie Les aventures extraordinaries de Michel et Chantal e partecipò ad alcuni varietà, tra cui Lumière dans la nuit. Recitò anche in teatro nella compagnia di Jean-Louis Barrault, tra l'altro interpretando Margherita nel Faust. All'inizio degli anni settanta la sua carriera di attrice cinematografica volse al tramonto. Nel 1971 prese parte a un film turco, Çiplaktar
Nel 1976 tentò di suicidarsi con i sonniferi. Nel 1981 apparve un'ultima volta alla tv francese in L'uccellino azzurro di Maurice Maeterlinck, che fu trasmesso il giorno di Natale. Sei giorni più tardi, la notte di Capodanno, si uccise con un colpo di pistola alla tempia sulla spiaggia di fronte alla sua villa a Port-Vendres, all'età di 51 anni.

## Filmografia
- Les Fruits sauvages, regia di Hervé Bromberger (1954)
- Escalier de service, regia di Carlo Rim (1954)
- Tant qu'il y aura des femmes, regia di Edmond T. Gréville (1955)
- Le collegiali (Les Collégiennes), regia di André Hunebelle (1956)
- La Bonne Tisane, regia di Hervé Bromberger (1958)
- La belva scatenata (Le fauve est lâché), regia di Maurice Labro (1959)
- Dragatori di donne (Les Dragueurs), regia di Jean-Pierre Mocky (1959)
- I vampiri del sesso (Des femmes disparaissent), regia di Édouard Molinaro (1959)
- Colère froide, regia di André Haguet, Jean-Paul Sassy (1960)
- L'Ennemi dans l'ombre di Charles Gérard (1960)
- I pirati della costa, regia di Domenico Paolella (1960)
- Im weißen Rößl, regia di Werner Jacobs (1960)
- Totòtruffa '62, regia di Camillo Mastrocinque (1961)
- Le Tout pour le tout, regia di Patrice Dally (1963)
- La Corde au cou, regia di Joseph Lisbona (1964)
- Angelica alla corte del re (Angélique et le Roy) regia di Bernard Borderie (1966)
- Miss Muerte, regia di Jesús Franco (1966)
- Vivre la nuit, regia di Marcel Camus (1967)
- La pulce nell'orecchio (A Flea in Her Ear), regia di Jacques Charon (1968)
- Les Têtes brûlées, regia di Willy Rozier (1969)
- Le Soldat et la sorcière, regia di Jean-Paul Carrère (1971) (TV)
- Çiplaktar, (1971)
- Le Franc-tireur, regia di Jean-Max Causse e Roger Taverne (1972)
- Les Hasards de la gloire, regia di Jean-Marc Causse (1973)
- Les Sauvagines, regia di Jacques Villa (1973) (TV)
- Il montone infuriato (Le Mouton enragé) regia di Michel Deville (1974)

## Doppiatrici italiane
- Rosetta Calavetta in I pirati della costa
- Vittoria Febbi in Totòtruffa '62 (dialoghi)
- Anita Sol in Totòtruffa '62 (canto)